# فريدريك سكوت
فريدريك سكوت (بالإنجليزية: Frederick Scott)‏ هو مصمم بريطاني، ولد في 14 يوليو 1942 في هاي ويكومب في المملكة المتحدة، وتوفي في 31 يناير 2001.